# Fakhri Kaddori

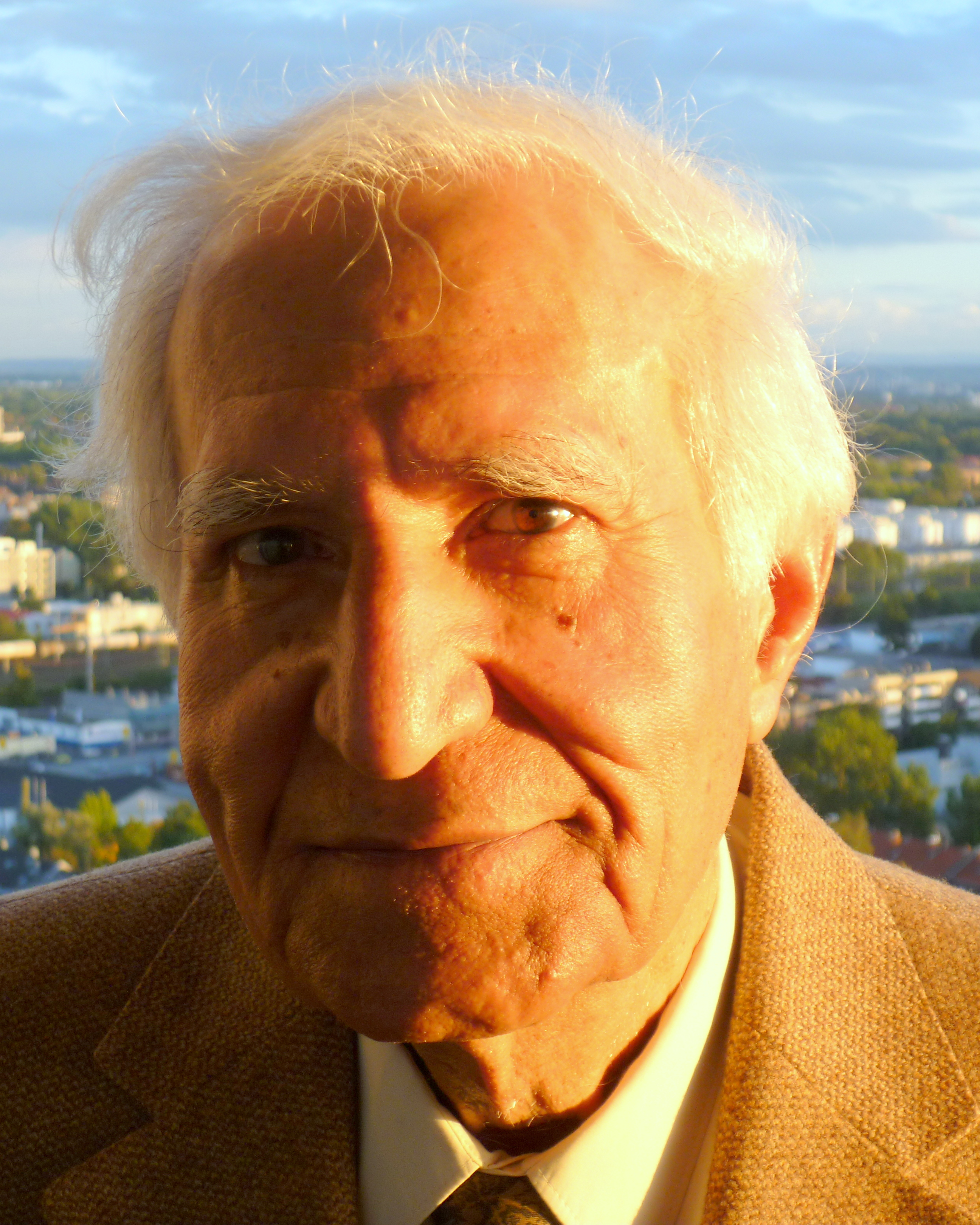
Fakhri Kaddori (2010)

Fakhri Yasin Kaddori (arabisch فخري ياسين قدوري, DMG Faḫrī Yāsīn Qaddūrī; geboren 28. August 1932 in Bagdad, Irak; gestorben 25. November 2018 in Köln) war eines der Gründungsmitglieder der irakischen Baʿth-Partei, die sich Ende der 1940er Jahre in Bagdad als Schwesterpartei der syrischen Baʿth-Partei etablierte.
Nach dem Putsch vom Juli 1968 war er zuerst Wirtschaftsminister im Kabinett ʾAhmad Hasan al-Bakrs, der ersten der baʿthistischen Regierungen des Irak, die bis zum Sturz Saddam Husseins 2003 an der Macht waren, ab 1971 dann Leiter des Wirtschaftsbüros des Revolutionären Kommandorates (RKR) der Republik Irak. In diesen Funktionen war er maßgeblich an der Verstaatlichung des irakischen Erdöls 1972 beteiligt. 1976–1978 war er außerdem Gouverneur der irakischen Zentralbank in Bagdad.
1978–1983 bekleidete Kaddori erst in Kairo, später in Amman das Amt des Generalsekretärs des Rates der Arabischen Wirtschaftsunion (arabisch: مجلس الوحدة الإقتصادية العربية, DMG maǧlis al-waḥda al-iqtiṣādiyya al-ʿarabiyya, englisch: Council of Arab Economic Unity [CAEU]), einer der einflussreichsten und bedeutungsvollsten Institutionen der Arabischen Liga. 1983 war er wegen Differenzen mit Saddam Hussein zur Flucht aus dem Irak gezwungen. Fakhri Kaddori lebte seitdem bis zu seinem Tod in Köln.

## Herkunft und Familie
Fakhri Kaddori wurde als fünftes von sieben Kindern in Bagdad geboren. Sein Vater Yasin Kaddori entstammte, ebenso wie seine Mutter Rafiqa, einer Familie von ländlichen Grundbesitzern und Händlern. Sein Vater hatte in den 1920er Jahren Agrarland erworben, das er von Bagdad aus verwaltete, war jedoch in erster Linie als Rechtsanwalt tätig. Als solcher wurde er sehr populär als einer der Verteidiger des Haupttatverdächtigen im Mordfall des Colonel Leachman während des Aufstandes von 1920 gegen die britische Besatzung (ṯawra al-ʿišrīn oder auch al- ṯawra al-ʿirāqīyya al-kubra).
Fakhri Kaddori war viele Jahre mit einer Deutschen verheiratet; aus dieser Ehe gingen drei Kinder hervor, die alle in Deutschland studiert haben. Sie leben in den Vereinigten Arabischen Emiraten und in Deutschland.

## Politische und berufliche Laufbahn
1932 geboren, wuchs Fakhri Kaddori in der Zeit der Monarchie, das heißt in der frühen Formierungsphase des neu entstandenen Staates Irak auf. Damit erlebte er die quasikoloniale Dominanz der Briten, Franzosen bzw. generell des Westens über die Nachfolgeländer des alten Osmanischen Reiches. Wie viele junge Menschen seiner sozialen Schicht fühlte er sich stark von der Idee des Panarabismus angezogen, die er als programmatisches Vehikel sah, den als übermächtig erlebten Einfluss des Westens auf die Länder der arabischen Welt abzuschütteln, um einen eigenen arabischen Weg bei der wirtschaftlichen, politischen und sozialen Entwicklung der Region in die Moderne zu gehen. Aber auch, um die Erdölressourcen der Region der bis dato alleinigen Ausbeutung durch westliche Firmen zu entziehen und sie für den Irak nutzbar zu machen.
Bereits während seiner Schulzeit engagierte sich Kaddori politisch, wurde ein Jahr vor dem Abitur sogar für einige Zeit seiner Schule verwiesen, weil er sich an den verbotenen Demonstrationen zum Gedenken an die Opfer von al-Wathba (DMG al-waṯba, dtsch.: Aufstand, Erhebung) beteiligt hatte. Als al-Wathba wird der Massenaufstand bezeichnet, mit dem im Januar 1948 die irakische Bevölkerung u. a. gegen den zur erneuten Unterschrift anstehenden Anglo-Irakischen Vertrag von 1930, den Vertrag von Portsmouth, opponiert hatte, der die Einflussnahme Großbritanniens auf den Irak bis zum Jahr 1973 hätte fortschreiben sollen.
Zu Beginn seines Studiums kam er Ende der 1940er Jahre in Bagdad in Kontakt mit der Gruppe syrischer Studenten, die das Programm von panarabischer Einheit, Freiheit und arabischem Sozialismus (waḥda - ḥurrīyya – ištirākīyya) der Baʿth-Partei Michel ʿAflaqs und Salah al-Din al-Bitars in das Nachbarland Irak trugen, um hier einen irakischen Zweig der Baʿth aufzubauen: Ihnen schloss sich Kaddori an. Einige Jahre später, 1952, wurde er von der syrischen Parteileitung in Damaskus zum vierten Parteisekretär (ʾamīn sir al-qīyāda) der neuen Partei ernannt – damit dem Syrer Faʾiz ʾIsmaʿil, dem Iraker ʿAbd al-Rahman al-Damin und dem Tunesier ʾAbu al-Qasim ʿUmar Kurru nachfolgend. 1955 war die irakische Baʿth-Partei dann groß genug geworden, dass auf ihrem 1. Parteitag – er fand im Elternhaus Kaddoris im Bagdader Stadtteil al-ʾAʿzamiyya statt – das erste regionale [=irakische] Führungsgremium der Baʿth (qīyāda quṭriyya ḥizb al-baʿṯ fi'l-ʿirāq) sowie dessen Generalsekretär Fuʾad al-Rikabi von den irakischen Mitgliedern selbst gewählt werden konnten.
Nach Abschluss des Studiums der Wirtschaftswissenschaften in Bagdad und den USA (State University of Iowa) sowie seiner Promotion in Deutschland (Universität zu Köln) 1964 wurde Fakhri Kaddori 1968 im Anschluss an den Sturz Ministerpräsident ʿAbd al-RahmanʿArifs unter dem neuen Präsidenten ʾAhmad Hasan al-Bakr Wirtschaftsminister. Dieses Amt bekleidete er bis 1971. Weit mehr Technokrat als Politiker hielt er sich von Anfang an konsequent aus den parteiinternen Richtungs- und Machtkämpfen heraus und konzentrierte seine Arbeit auf die Wirtschaftspolitik des Landes, die, bereits ab 1958 von ʿAbd al-Karim Qasim und den beiden Brüdern ʿArif nach weitgehend sozialistischen Regeln in Gang gesetzt, nun weiter als sozialistische Planwirtschaft ausgebaut werden sollte.
Für Kaddori war das gelenkte Wirtschaften unabdingbar für ein exportschwaches Entwicklungsland, wie es der Irak damals darstellte: Die erst noch im Aufbau befindliche Volkswirtschaft der späten 1960er Jahre bedürfe protektionistischer Regeln, so damals die Überzeugung der Baʿth-Partei, zumal die einzige nennenswerte Ressource des Landes, die dem Staat Einnahmen hätte einbringen können, nämlich seine riesigen Erdölvorkommen, seit Mandatszeiten ausschließlich von ausländischen Mineralölgesellschaften ausgebeutet wurden, mit nur relativ geringen Tantiemen an den Staat Irak. Mit den streng dirigistischen Planwirtschaften kommunistischer Länder wie der Sowjetunion, der DDR, Kuba etc. hatte das irakische wie generell das arabische Verständnis von Sozialismus gleichwohl nur relativ wenig gemein, es ging letztlich um die schützende Lenkung einer Wirtschaft, in der es neben staatlichen und halbstaatlichen Betrieben (in erster Linie der Schlüsselindustrien sowie Luftfahrt, Bahn und Schifffahrt) auch weiterhin rein private Wirtschaftsbetriebe geben sollte.
An den Verhandlungen ab Januar 1973 mit den ausländischen Anteilseignern der Iraq Petroleum Company zur Verstaatlichung von IPC wirkte Fakhri Kaddori neben dem damaligen Ölminister Saʿdun Hammadi sowie dem Generalsekretär des Ölausschusses, ʾAdnan al-Hamdani, unter der Verhandlungsführung Saddam Husseins mit: Das resultierende Abkommen zur alleinigen Förderung irakischen Erdöls durch die Republik Irak trat am 1. März 1973 in Kraft (für die IPC und MPC; für die BPC ab Dez. 1975). Die daraufhin in die irakische Staatskasse sprudelnden Erdöl-Einnahmen ermöglichten es Kaddori als Leiter des RKR-Wirtschaftsbüros und Mitglied des Planungsrates (mağlis al-taḫṭīṭ), im Rahmen der jährlichen sowie der 5-Jahres-Planungen Strategien für Aufbau und Modernisierung des Landes zu entwickeln, die alle maßgeblichen Bereiche umfassen sollte – Landwirtschaft, Industrialisierung, Infrastruktur, Bildung, Gesundheitsfürsorge, Wohnungsbau. Bis 1980 implementierte der Irak dann auch großzügige Wirtschafts-, Sozial- und Kulturprojekte. Der Irak-Iran-Krieg (1. Golfkrieg, 1980–1988) beendete diese Entwicklung jäh.
Es waren dann zuerst eher Störungen in der zwischenmenschlichen Kommunikation, bevor zunehmend Diskrepanzen bei inhaltlichen – wirtschaftlichen wie politischen – Fragen zwischen Fakhri Kaddori und Saddam Hussein aufkamen, die die anfangs gute Zusammenarbeit zwischen beiden ab Mitte der 1970er Jahre immer mehr trübten. Saddam entwickelte sich sukzessive zum despotischen Alleinherrscher. Der Wirtschaftsexperte Kaddori versuchte, sich so weit wie möglich von den Machtkämpfen in der Partei- wie in der Staatsführung (die weitgehend identisch waren) sowie von offenen Konfrontationen mit Saddam (die damals für die Opponenten meist tödlich endeten) fernzuhalten. Es war dann wohl der Intervention al-Bakrs hinter den Kulissen zu verdanken, dass Kaddori von Bagdad aus nach Kairo (später nach Amman) wechseln konnte, wo er von 1978 bis 1983 den Posten des Generalsekretärs des Rates der Arabischen Wirtschaftsunion innehatte. Ein Jahr nach seinem Weggang musste auch ʾAhmad Hassan al-Bakr zugunsten Saddam Husseins von allen seinen Ämtern zurücktreten.
Das Problem, bei Saddam Hussein in Ungnade gefallen zu sein, stellte sich erneut mit Ende von Kaddoris fünfjähriger Amtszeit in Amman. Zunehmend wurden ihm Hinweise übermittelt, dass er auf Saddams Liste derer stünde, die dieser zu beseitigen vorhätte. Er kehrte nicht mehr nach Bagdad zurück, sondern emigrierte 1983 mit seinen Kindern nach Deutschland.

## Kritik
In einem 2011 erschienenen kontrovers diskutierten Buch, in dem er die irakische Baʿth-Partei einer äußerst kritischen Analyse unterwarf, widmete dessen Autor Talib al-Hassan auch Fakhri Kaddori ein Kapitel. Talib al-Hassan warf Kaddori darin vor, eine viel zu große Distanz zu den inhaltlichen Auseinandersetzungen innerhalb der Partei eingenommen und ideologisch nicht mitgestaltend gewirkt zu haben, um ihre unheilvolle Entwicklung aufzuhalten. Seine Haltung z. B. gegenüber dem – nach Ansicht al-Hassans – regimekonformen bzw. opportunistischen eigenen Schwager (Shafiq al-Kamali, RKR-Mitglied von 1969 bis 1970 und Dichter, er schrieb u. a. den Text für die bis 2003 verwendete irakische Nationalhymne) sei viel zu unkritisch und insbesondere gegenüber ʾAhmad Hassan al-Bakr sei Kaddori in seiner unkritischen Wertschätzung viel zu euphemistisch gewesen. Nicht zuletzt, so al-Hassan, habe Kaddori, der über so viele Jahre eng mit Saddam Hussein zusammengearbeitet habe, auch die Chance vertan, jenem in seiner Entwicklung zum despotischen Alleinherrscher Einhalt zu gebieten.
Dazu schrieb der irakische Journalist und Autor Abdul Monem Alassam in einem kritischen Artikel über al-Bakr, dass die Stellungnahme Fakhri Kaddoris zu al-Bakr in seinen Memoiren eine der ehrlichsten und authentischsten sei, der er, Alassam, bei seinen Recherchen über diesen Politiker begegnet wäre und dies, obwohl sie trotz aller augenscheinlichen Sympathie Kaddoris für al-Bakr mitnichten blind gegenüber dessen dunklen und kritikwürdigen Seiten sei.
Die schon früh einsetzende Distanz gegenüber den inhaltlichen – besser: den ideologischen – Auseinandersetzungen innerhalb der Baʿth-Partei konstatiert auch Gabriele Fürstenberg bei Kaddori. Sie charakterisiert ihn eher als einen Technokraten denn als Politiker, dem die konkrete, praktische Arbeit für sein Land immer wichtiger war als die Ideologien oder der Kampf um Machtpositionen im Staatsapparat.

## In Deutschland
In Deutschland, das Fakhri Kaddori seit seiner Promotion an der Universität Köln vertraut war, baute er sich eine neue berufliche Existenz auf – in den ersten eineinhalb Jahren für seine Freunde und Verwandten im Irak allerdings noch im Verborgenen, aus Angst vor dem irakischen Geheimdienst. Er beriet deutsche Firmen in arabischen Ländern, schrieb Kommentare und Analysen aus den Bereichen Wirtschaft, Politik und Kultur für (hauptsächlich) arabische Zeitungen in Bonn, London, Paris, Dubai, Kuwait und Riad, wurde Chefredakteur einer in London erscheinenden Fachzeitschrift, arbeitete für das arabischsprachige Wirtschaftsmagazin der Deutschen Welle, wurde Mitglied des Schiedsausschusses der Deutsch-Arabischen sowie der Euro-Arabischen Handelskammern in Bonn bzw. Paris. Knapp 20 Jahre nach seiner Flucht aus dem Irak begann er mit dem Schreiben: Zuerst veröffentlichte er seine politischen und beruflichen Memoiren, dann die Erinnerungen an seine Kindheit und Jugend in Bagdad (beide in arabischer Sprache).
Bis zu seinem Tod lebte Fakhri Kaddori in Köln. Er starb 2018 im Alter von 86 Jahren und wurde auf dem Westfriedhof beigesetzt.